# Albert Gore senior

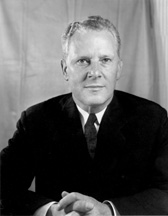
Albert Gore

Albert Arnold Gore senior (* 26. Dezember 1907 in Granville, Jackson County, Tennessee; † 5. Dezember 1998 in Carthage, Tennessee) war ein US-amerikanischer Politiker der Demokratischen Partei. Er vertrat den Bundesstaat Tennessee in beiden Kammern des Kongresses.

## Leben
Nach dem Besuch der öffentlichen Schulen machte Albert Gore 1932 am State Teachers’ College in Murfreesboro seinen Abschluss. Bis 1936 besuchte er eine Juraschule und wurde im selben Jahr als Rechtsanwalt zugelassen. Im Jahr 1938 wurde er als Demokrat ins Repräsentantenhaus des 76. Kongresses gewählt; bei den folgenden zwei Wahlen wurde er jeweils bestätigt. Einen Monat vor Ende seiner Amtsperiode trat er im Dezember 1944 zurück, um in die US Army einzutreten. Aber bereits einen Monat später ließ er sich wieder ins Repräsentantenhaus wählen, wo er bis Januar 1953 amtierte. Bei der Wahl 1952 wurde er in den US-Senat gewählt, in den er dann nach dem Ende seiner Zeit im Repräsentantenhaus wechselte. Da er bei den zwei folgenden Wahlen jeweils bestätigt wurde, amtierte er insgesamt vom 3. Januar 1953 bis zum 3. Januar 1971. Bei den Wahlen 1970 unterlag er als erster demokratischer Senator des Staates Tennessee in der Person von Bill Brock einem Herausforderer der Republikanischen Partei. In den Folgejahren arbeitete er weiterhin als Rechtsanwalt und lehrte noch an der Vanderbilt University Jura. Den Rest seines Lebens verbrachte er in Carthage, bis er 1998 starb. Er wurde im Smith County Memorial Garden in Carthage beerdigt.
Gore galt zeitlebens als liberaler Politiker. Unter anderem war er 1956 einer von nur drei demokratischen Senatoren aus den Südstaaten, die das sogenannte Southern Manifesto – ein Protestschreiben gegen die Rassenintegration – nicht unterzeichneten. Er war der Vater des früheren US-Vizepräsidenten Al Gore.